# 剛布理剛
剛布理剛（英語：Ghân-buri-Ghân）是在J·R·R·托爾金奇幻小說《魔戒》裡登場的角色，第三紀元期間，他領導著居住在督伊頓森林裡的野人族群。在《魔戒》第三部分《王者再臨》，剛布理剛指引洛汗國王希優頓和他的軍隊穿越督伊頓森林，讓他們可以順利趕去支援米那斯提力斯的戰事；作為回報，希優頓承諾他的子民往後將與野人族群保持和平，並出兵趕走剛布理剛所痛恨的「哥剛」（即半獸人）。
在整個魔戒聖戰告終、中土恢復和平之際，剛加冕為剛鐸國王的亞拉岡宣布將督伊頓森林交給剛布理剛與他的族人管理，沒有他們的許可，任何人都不能擅自進入該處。
剛布理剛被認為是當時中土大陸裡尚存在的一種史前類型的人類。跟他的其他族人一樣，剛布理剛有一張平坦的臉，皮膚和眼睛都非常黑，並且只穿一條草裙。他被視為一個好人，是高尚野蠻人的典型例子。他也並不愚蠢，謝絕被他人庇護。

## 改編描述
雖然有關剛布理剛的情節在《魔戒電影三部曲》系列中被省略掉，但他有在魔戒集換式紙牌遊戲和魔戒圖版遊戲中出現，後者的圖像是由藝術家約翰·豪威設計的。